# Rhodesiella zonalis
Rhodesiella zonalis är en tvåvingeart som beskrevs av Yang 1995. Rhodesiella zonalis ingår i släktet Rhodesiella och familjen fritflugor.
Artens utbredningsområde är Yunnan (Kina). Inga underarter finns listade i Catalogue of Life.